# جنی تامپسون
جنی تامپسون (به انگلیسی: Jenny Thompson) ورزشکار زن رشتهٔ شنا اهل کشور ایالات متحده آمریکا است. وی در بین سال‌های ‎۱۹۹۲ تا ۲۰۰۴ میلادی در مسابقات بازی‌های المپیک تابستانی در مجموع ۱۲ مدال، شامل ۸ مدال طلا، ۳ نقره و ۱ برنز را کسب کرد.